# Municipio de Raymond (Dakota del Norte)
El municipio de Raymond (en inglés, Raymond Township) es un municipio del condado de Cass, Dakota del Norte, Estados Unidos. Tiene una población estimada, a mediados de 2023, de 223 habitantes.
Abarca una zona exclusivamente rural.

## Geografía
Está ubicado en las coordenadas 46°56′29″N 96°58′44″O / 46.94139, -96.97889. Según la Oficina del Censo, tiene una superficie total de 89.16 km², de los cuales 88.97 km² corresponden a tierra firme y 0.19 km² están cubiertos de agua.

## Demografía
Según el censo de 2020, en ese momento había 246 personas residiendo en la zona. La densidad de población era de 2.76 hab./km². El 92.68 % de los habitantes eran blancos, el 0.41 % era afroamericano, el 0.81 % eran de otras razas y el 6.10 % eran de una mezcla de razas. Del total de la población, el 2.85 % eran hispanos o latinos de cualquier raza.